# Potencia (óptica)

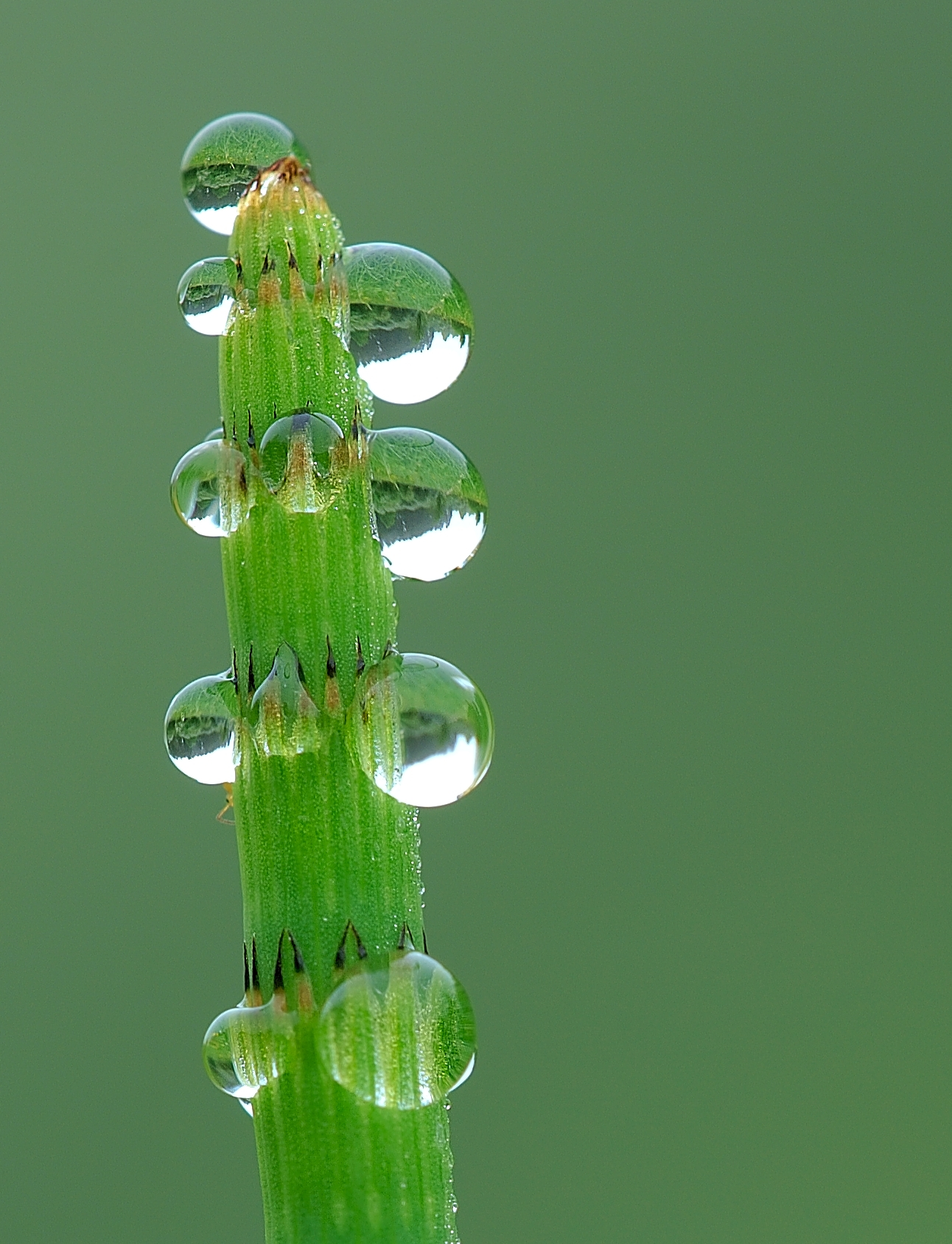
El radio de curvatura de una lente relaciona la potencia de las lentes.

En óptica, se denomina potencia, potencia óptica, potencia de refracción, o convergencia a la magnitud física que mide la capacidad de una lente o de un espejo para hacer converger o divergir un haz de luz incidente. Es igual al inverso de la distancia focal del elemento medida en metros. Al igual que ocurre con la focal, la potencia es positiva para lentes convergentes y negativa para las divergentes. Suele medirse en dioptrías, unidad igual al inverso del metro (m-1).

## Características
La potencia óptica se emplea frecuentemente para caracterizar lentes en los campos de la optometría y el diseño óptico. Cuando dos o más lentes delgadas se encuentran en contacto, la potencia óptica del sistema completo se puede aproximar por la suma de las potencias de cada lente.